# Иван Марковић (глумац)
Иван Марковић (Бијељина, 26. септембар 1988) је српски телевизијски, позоришни, гласовни глумац и редитељ. Завршио Академију уметности у Новом Саду у класи професорке Јасне Ђуричић, 2014. године. Добио је награду за најбољу мушку улогу у представи Праћка Николаја Кољаде, режисера Соње Петровић.

## Улоге

### Позориште

##### Српско народно позориште
- , режија: Агота Виткаи-Кучера (2013)
- Џим Картрајт - Пут, адаптација и режија: Борис Исаковић, Јасна Ђуричић, Милош Пушић и Миљан Војиновић.[3]
- Мартин Мекдона - Сакати Били са Инишмана, режија: Јасна Ђуричић (2014)
- Ђорђе Лебовић и Александар Обреновић - Небески одред, режија: Миа Кнежевић (2014)

##### Народно позориште Суботица
- Аристофан - Жене у народној скупштини, режија: Никола Завишић (2013)
- Момчило Настасијевић, Запис
- Лонг, Мартин, Тишнор: Сабрана дела Господа Бога, режија: Владимир Попадић
- Фредерик Нот - Чекај до мрака
- Ранко Маринковић - Глорија

##### Public P,Бачка Паланка
- Николај Кољада - Праћка, режија: Соња Петровић (2017)

##### 
- (2022)[4]

### Филмографија

#### Филм и серија
| Год.   | Назив                      | Улога              |
| ------ | -------------------------- | ------------------ |
| 2010-е |                            |                    |
| 2012.  | ЦИК у акцији               | Дебил              |
| 2012.  |                            | Иван               |
| 2013.  |                            | Човек са скутером  |
| 2015.  | Мач освете                 | Гејнс              |
| 2016.  | Сумњива лица               | Ди-џеј #4          |
| 2016.  | Стадо                      | Статиста писац     |
| 2020.  |                            | Млади надзирач     |
| 2020.  | Српски јунаци средњег века | Ђурађ Бранковић    |
| 2021.  | Црна свадба                | Инспектор Павловић |

#### Цртани филмови и серије
| Година синх. | Цртани филм                   | Улога                    |
| ------------ | ----------------------------- | ------------------------ |
| 2019.        | Зак и Квак (Призор)           | Зак итд.                 |
| 2019.        | Лолирок                       | сви мушки ликови         |
| 2020.        | Хероји града                  | Поли итд.                |
| 2020.        | Оли                           | Тата                     |
| 2020.        | Томас и другари (С14, Призор) | Томас, Перси, Хенри итд. |
| 2023.        | Ланфестова мисија             | Ланфест                  |